# Gerald Henderson
Jerome McKinley Henderson, detto Gerald (Richmond, 16 gennaio 1956), è un ex cestista statunitense, professionista nella NBA. È il padre di Gerald Henderson.

## Carriera
È stato selezionato dai San Antonio Spurs al terzo giro del Draft NBA 1978 (64ª scelta assoluta).

## Statistiche

### NBA

#### Regular season
| Anno       | Squadra            | PG  | PT  | MP   | TC%  | 3P%  | TL%  | RP  | AP  | PRP | SP  | PP   |
| ---------- | ------------------ | --- | --- | ---- | ---- | ---- | ---- | --- | --- | --- | --- | ---- |
| 1979-1980  | Boston Celtics     | 76  | 2   | 14,0 | 50,0 | 33,3 | 69,0 | 1,1 | 1,9 | 0,6 | 0,2 | 6,2  |
| 1980-1981† | Boston Celtics     | 82  | 10  | 19,6 | 45,1 | 6,3  | 72,0 | 1,6 | 2,6 | 1,0 | 0,1 | 7,8  |
| 1981-1982  | Boston Celtics     | 82  | 31  | 22,5 | 50,1 | 16,7 | 72,7 | 1,9 | 3,1 | 1,0 | 0,1 | 10,2 |
| 1982-1983  | Boston Celtics     | 82  | 9   | 18,9 | 46,3 | 18,8 | 72,2 | 1,5 | 2,4 | 1,2 | 0,0 | 8,2  |
| 1983-1984† | Boston Celtics     | 78  | 78  | 26,8 | 52,4 | 35,1 | 76,8 | 1,9 | 3,8 | 1,5 | 0,2 | 11,6 |
| 1984-1985  | Seattle S.Sonics   | 79  | 78  | 33,5 | 47,9 | 23,7 | 78,0 | 2,4 | 7,1 | 1,8 | 0,1 | 13,4 |
| 1985-1986  | Seattle S.Sonics   | 82  | 82  | 31,3 | 48,2 | 34,6 | 83,0 | 2,3 | 5,9 | 1,7 | 0,1 | 13,1 |
| 1986-1987  | Seattle S.Sonics   | 6   | 6   | 25,8 | 50,0 | 0,0  | 94,4 | 1,5 | 5,3 | 1,0 | 0,0 | 11,2 |
| 1986-1987  | N.Y. Knicks        | 68  | 53  | 27,8 | 43,8 | 25,7 | 81,6 | 2,4 | 6,5 | 1,4 | 0,2 | 10,9 |
| 1987-1988  | N.Y. Knicks        | 6   | 2   | 11,5 | 35,7 | 50,0 | 100  | 1,7 | 2,2 | 0,3 | 0,0 | 2,3  |
| 1987-1988  | Philadelphia 76ers | 69  | 3   | 20,8 | 43,1 | 42,1 | 81,0 | 1,4 | 3,2 | 1,0 | 0,1 | 8,4  |
| 1988-1989  | Philadelphia 76ers | 65  | 0   | 15,2 | 41,4 | 30,8 | 81,9 | 1,0 | 2,2 | 0,6 | 0,0 | 6,5  |
| 1989-1990† | Milwaukee Bucks    | 11  | 0   | 11,7 | 42,3 | 42,9 | 100  | 1,1 | 1,2 | 0,7 | 0,0 | 2,5  |
| 1989-1990† | Detroit Pistons    | 46  | 0   | 7,3  | 50,6 | 45,2 | 76,9 | 0,7 | 1,3 | 0,2 | 0,0 | 2,3  |
| 1990-1991  | Detroit Pistons    | 23  | 10  | 17,0 | 42,7 | 33,3 | 76,2 | 1,6 | 2,7 | 0,5 | 0,1 | 5,3  |
| 1991-1992  | Houston Rockets    | 8   | 0   | 4,3  | 36,4 | 0,0  | 66,7 | 0,3 | 0,6 | 0,0 | 0,0 | 1,5  |
| 1991-1992  | Detroit Pistons    | 8   | 0   | 7,8  | 38,1 | 60,0 | 100  | 0,8 | 0,6 | 0,4 | 0,0 | 3,0  |
| Carriera   | Carriera           | 871 | 364 | 21,6 | 47,2 | 33,2 | 77,6 | 1,7 | 3,6 | 1,1 | 0,1 | 8,9  |

#### Playoffs
| Anno     | Squadra            | PG | PT | MP   | TC%  | 3P%  | TL%  | RP  | AP  | PRP | SP  | PP   |
| -------- | ------------------ | -- | -- | ---- | ---- | ---- | ---- | --- | --- | --- | --- | ---- |
| 1980     | Boston Celtics     | 9  | -  | 11,2 | 40,5 | 0,0  | 60,0 | 1,1 | 1,3 | 0,4 | 0,0 | 4,7  |
| 1981†    | Boston Celtics     | 16 | -  | 14,3 | 47,7 | 0,0  | 83,3 | 1,6 | 1,6 | 0,6 | 0,2 | 5,8  |
| 1982     | Boston Celtics     | 12 | -  | 25,8 | 40,9 | 0,0  | 68,6 | 2,1 | 4,0 | 1,2 | 0,2 | 8,3  |
| 1983     | Boston Celtics     | 7  | -  | 26,7 | 41,2 | 0,0  | 85,7 | 2,0 | 4,4 | 1,6 | 0,1 | 10,9 |
| 1984†    | Boston Celtics     | 23 | -  | 26,8 | 48,5 | 27,3 | 72,0 | 2,3 | 4,2 | 1,5 | 0,0 | 12,5 |
| 1989     | Philadelphia 76ers | 3  | 0  | 23,0 | 40,0 | 28,6 | 33,3 | 2,3 | 1,7 | 0,7 | 0,0 | 8,0  |
| 1990†    | Detroit Pistons    | 8  | 0  | 2,4  | 20,0 | 0,0  | -    | 0,4 | 0,5 | 0,3 | 0,0 | 0,3  |
| 1991†    | Detroit Pistons    | 10 | 1  | 4,0  | 25,0 | 0,0  | -    | 0,1 | 0,6 | 0,1 | 0,0 | 0,8  |
| Carriera | Carriera           | 88 | 1  | 17,8 | 44,3 | 15,6 | 69,7 | 1,6 | 2,6 | 0,9 | 0,1 | 7,2  |

## Palmarès
- Campionato NBA: 3

Boston Celtics: 1981, 1984
Detroit Pistons: 1990